# Community of Practice
Eine Community of Practice (Abkürzung CoP) ist eine praxisbezogene Gemeinschaft von Personen, die ähnlichen Aufgaben gegenüberstehen und voneinander lernen wollen. Er hat nicht die gleiche Bedeutung wie der Begriff Arbeitsgemeinschaft.
Im Interesse an Lösungen agiert ein CoP weitgehend selbstorganisiert.

## Geschichte des Begriffs
Das Schlagwort Community of Practice wurde 1991 durch Jean Lave und Étienne Wenger geprägt. Sie stellten das Lernen in den Kontext sozialer Beziehungen. Dabei zeigten sie, dass für den Wissenserwerb – neben Strukturen oder Modellen – insbesondere die Teilnahme an einer Gemeinschaft entscheidend ist, in der das Wissen konstruiert wird.
Wenger grenzt die Community of Practice von anderen Formen sozialer Kooperation ab (wie Networking).
1998 erweiterte Etienne Wenger das Konzept für die Organisationsentwicklung und bestimmte damit einen neuen Entwicklungsschwerpunkt. Dieses Buch ist nicht primär als praktisches Referenzwerk für Organisationsentwicklung zu sehen. Vielmehr hat Wenger die theoretische Grundlegung des Konzeptes betrieben und generelle Verständnisgrundlagen des Konzeptes dargelegt. Aber auch außerhalb von Organisationen finden sich Communities of Practice, v. a. als internetgestützte Arbeitsgemeinschaften. Die Community of Practice wird heute in enger Verbindung zu Online-Communities und zum Wissensmanagement gesehen und stellt hier eine wichtige Möglichkeit zur Bildung Sozialen Kapitals dar. Der Begriff des Wissensmanagements wird dabei von den Autoren kritisch gesehen. Sie (s. Annotated Bibliography) haben diesem das Grundkonzept des 'Kultivierens' von Communities gegenübergestellt und speziell die Bedeutung der 'Brokering' und 'Community Management Funktion' herausgearbeitet. Laut Lave und Wenger – und anderen Autoren – ist das Management von Wissen nicht möglich. Wissen lässt sich ebenso wie die Bildung von Communities of Practice nicht (allein) durch eine top-down Anordnung oder durch systematische 'Einrichtungsprozesse' implementieren. Begriffe des 'Gardening' und 'Nurturing' werden von den Autoren bevorzugt.

## Charakteristika
Wenger hat eine Liste von Kriterien definiert, die seine Vorstellung von Communities of Practice eingrenzen und mit denen eine solche 'identifizierbar' wird: Die Mitglieder nehmen an einem gemeinsamen Unterfangen teil ('Enterprise'), sie bauen gemeinsam an einem Werkzeugpool ('Shared Repertoire of Tools'), sie 'verhandeln' Normen z. B. über den Sprachgebrauch, über Vorgangsweisen, über die Außenrepräsentanz der Mitglieder, über Lernen als das Ausbilden von Identität (im Gegensatz und in Ergänzung zu Faktenwissen oder dem Begriff Können) und sie nehmen an einer gemeinsamen Praxis teil. In dieser Praxis werden Aufgaben für die Weiterentwicklung der Gruppe aber auch jedes einzelnen wahrgenommen, der sich dieser Gemeinschaft aus einem spezifischen Grund heraus angeschlossen hat (z. B. Austausch über die Reparaturtricks von Kopiergeräten, die so nicht in Handbüchern zu finden sind, Austausch über Beziehungsgeflechte etc.).
sharing historical roots(gemeinsame historische Wurzeln)
having related enterprises(voneinander abhängende Vorhaben)
serving a cause or belonging to an institution(ein gemeinsames Ziel verfolgen oder einer Institution angehören)
facing similar conditions(gleichen Umständen ausgesetzt sein)
having members in common(gemeinsame Mitglieder)
sharing artifacts(Artefakte miteinander austauschen)
having geographical relations of proximity or interaction(Nähe von geographischen Gegebenheiten oder durch Interaktion)
having overlapping styles or discourses(überlappende Stile oder Diskurse)
competing for the same resources.(Wettbewerb um die gleichen Ressourcen; 1998:127)
sustained mutual relationships – harmonious or conflictual(nachhaltige gegenseitige Beziehungen - harmonisch oder konfliktreich)
absence of introductory preambles, as if conversations and interactions were merely the continuation of an ongoing process(Abwesenheit von einleitenden Präambeln. Die Community bildet sich aus dem Fluss von Aktivitäten heraus)
very quick setup of a problem to be discussed(äußerst schnelles Zusammenfinden und aktiv werden zur Klärung eines Problems)
knowing what others know, what they can do, and how they can contribute to an enterprise(Wissen, was andere wissen, was sie tun können und wie sie zum gemeinsamen Vorhaben beitragen können)
specific tools, representations, and other artefacts(spezifische Werkzeuge, Repräsentationen und andere Artefakte)
local lore, shared stories, inside jokes, knowing laughter, jargon and shortcuts to communication as well as the ease of producing new ones.(Mit anderen geteilte und gemeinsam gesponnene Geschichten, Insider Jokes, wissendes Lachen, Jargon und Abkürzungen, die die Kommunikation beschleunigen, sowie auch die Ungezwungenheit neue zu entwickeln; 1998:125)

### Struktur
Eine Community of Practice besitzt in der Regel eine Struktur, in der Personen nicht via Festlegung eine bestimmte Rolle erhalten, sondern aufgrund ihrer Tätigkeit und der Akzeptanz oder Ablehnung durch andere Mitglieder eine Rolle erwerben. Mit ‚Festlegung‘ ist in diesem Fall gemeint: Eine Vorgabe durch Führungskräfte, Organisationsdiagramme oder andere 'formale Vorgaben'. Der Begriff der Rolle, der besonders im deutschsprachigen Raum eine längere Tradition hat, wird dabei von den Autoren, die das Konzept des Situierten Lernens publik gemacht haben, nicht verwendet. Sie sprechen von ‚Identität‘, die sich ausbildet, und von Aufgabenverteilungen, die untereinander ausgehandelt werden. So entwickeln sich auf Basis der Kommunikationsprozesse aktive und weniger aktive Mitglieder, Moderatoren und Experten. Diese Moderatoren darf man sich nicht als starr vergebene Positionen innerhalb des Geflechts der Communities of Practice vorstellen. Es handelt sich hierbei auch um situativ ausgehandelte Funktionen und Aufgaben innerhalb der Community. Ebenso können sich Untergruppen bilden oder externe Personen als Gäste eingebunden werden.

### Phasen
Fünf Phasen charakterisieren die Entwicklung einer Community of Practice.
1. Die erste Phase (Potential/Potenzial) ist durch eine oder mehrere Personen gekennzeichnet, die sich einer bestimmten Thematik annehmen.
2. Die zweite Phase (Coalescing/Vereinigung) ist geprägt durch die Bildung einer Grundstruktur, in der Ziele, Aufgaben und Kommunikationswege umrissen werden.
3. In der dritten Phase (Maturing/Reifung) beginnt die eigentliche Arbeit der Gemeinschaft: Wissensaufbau und Austausch. Mit zunehmender Aktivität steigt i. d. R. auch die Zahl der Mitglieder. Fortlaufend werden Ziele, Aufgaben und Kommunikationswege bewertet und an die Bedürfnisse der Mitglieder durch die Mitglieder selbst angepasst.
4. Als vierte Phase (Stewardship/Verantwortung) kann bezeichnet werden, wenn ein für die Mehrzahl der Mitglieder akzeptabler Stand erreicht ist und kein Bedarf für weitere Aktivitäten gesehen wird. In diesem Fall sinkt die Anzahl der eingepflegten Informationen im Vergleich zu jener der entnommenen Informationen.
5. In der fünften und letzten Phase (Transformation/Umwandlung) verliert die Gemeinschaft zunehmend an Gewicht als zentraler Informationsknotenpunkt, weil auf andere Quellen ausgewichen wird oder die Thematik selbst an Bedeutung verloren hat.

Diese Phasen können, aber müssen so nicht durchlaufen werden. Der Phasenablauf wurde von Wenger, Snyder und McDermott aus verschiedenen Fällen generalisiert, um so ein ‚Gerüst‘ für den jeweiligen Unterstützungsbedarf für das Florieren der Community zugrunde zu legen.

### Pflege von CoPs
In Abgrenzung zum Knowledge Management haben Wenger, Snyder und McDermott das Konzept der Pflege von Communities of Practice ausgearbeitet. Es soll den phasentypischen Problemen einer Community of Practice entgegenwirken.
Design for evolutionStetige Veränderung ist notwendig: Anpassung an neue Mitglieder, Einführung neuer Mitglieder, Veränderung von Ressourcenlagen, Veränderung von Diskurstraditionen, Veränderung von Problemlagen von Mitgliedern, Veränderungen in der Struktur der CoP.
Open a dialogue between inside and outside perspectivesDer Austausch mit der Umgebung und die aktive Aushandlung von Bedeutung in der „Arena“ der CoP bilden den Hauptantriebsgrund, warum Menschen sich zu CoPs zusammenschließen.
Invite different levels of participationVon Kernaktivisten allein wird keine CoP getragen. Z. B. muss Nachwuchs für Positionen innerhalb der CoP aufgebaut werden. Der Einbezug von anderen „Zonen“ in der CoP trägt auch zur Pluralität der Blickwinkel auf ein spezifisches Problem bei.
Develop both public and private community spacesAuch wenn die CoP oftmals selbst im „Organizational Underlife“ angesiedelt ist, so gibt es auch hier Bereiche, in denen sich Untergruppen treffen, in denen Themen abseits der eigentlichen Agenda diskutiert werden, in denen auch persönliche Problemlagen und Differenzen angesprochen werden können, ohne vor das „Plenum“ der CoP zu treten. Spannungen bleiben u. U. bestehen, wenn solche Probleme nicht abseits der „offiziellen Bühne“ diskutiert werden können. Oftmals bilden solche Nebenschauplätze auch die Geburtsstätte für nachfolgende Themen einer CoP, die diese dann aufrechterhält, wenn auch in vielleicht geänderter Konstellation.
Focus on valueDie Sicherstellung von Qualität ist auch für CoPs wichtig. Das betrifft sowohl die Pflege der CoPs auf einem Meta-Niveau als auch die Beiträge zum „Situated Negotiation of Meaning“.
Combine familiarity and excitementAuch CoPs leben von tragenden Strukturen aus mehr routinisierten Praktiken und frischem Wind.
Create a rhythm for the communityAuch der Puls verschiedener Aktivitäten trägt zum Fortbestand und zu einem guten Arbeitsklima innerhalb der CoP bei.